# جفعات بيت هاكيريم
جفعات بيت هاكيريم (بالعبرية: גבעת בית הכרם‏) (ومعناها: تلال بيت الكرم) هو حي يهودي في القدس .  يقع في الجزء الغربي من مدينة القدس.
تعتبر بعض السلطات أحياء جفعات بيت هاكيريم ورمات بيت هاكيريم وبيت هاكيريم ويافيه نوف "حيًا واخدا كبيرا" باسم "بيت هاكيريم رباتي" (ومعناه: بيت هاكيريم الواسع). 